# Лозна (Ботошани)
Лозна (рум. Lozna) насеље је у Румунији у округу Ботошани у општини Лозна. Oпштина се налази на надморској висини од 311 m.

## Становништво
Према подацима из 2002. године у насељу је живело 1060 становника, од којих су сви румунске националности.